# Аптекарская драхма
Аптекарская драхма — историческая единица измерения массы вышедшего из употребления аптекарского веса — системы мер, использовавшейся врачами и аптекарями при изготовлении лекарств, а также для взвешивания драгоценных металлов.
В большинстве европейских стран, включая Российскую империю, драхма состояла из трёх скрупулов и являлась 1/8 аптекарской унции и 1/96 аптекарского фунта. В Османской империи аптекарская драхма составляла сотую часть чеки (англ. tcheky) и состояла из 16 килло (англ. killo) или 64 гран. В королевстве Обеих Сицилий драхма являлась 1/10, а не 1/8 частью аптекарской унции, как в других европейских странах.
В разных странах вес аптекарской драхмы варьировал — от 3,1 до 4,375 г.
В России вес аптекарской драхмы составлял 3,732 г. Официально система аптекарского веса и соответственно его составляющая аптекарская драхма были отменены в СССР 1 января 1927 года.